# Polichromie Jana Henryka Rosena w kościele św. Łukasza w Buffalo

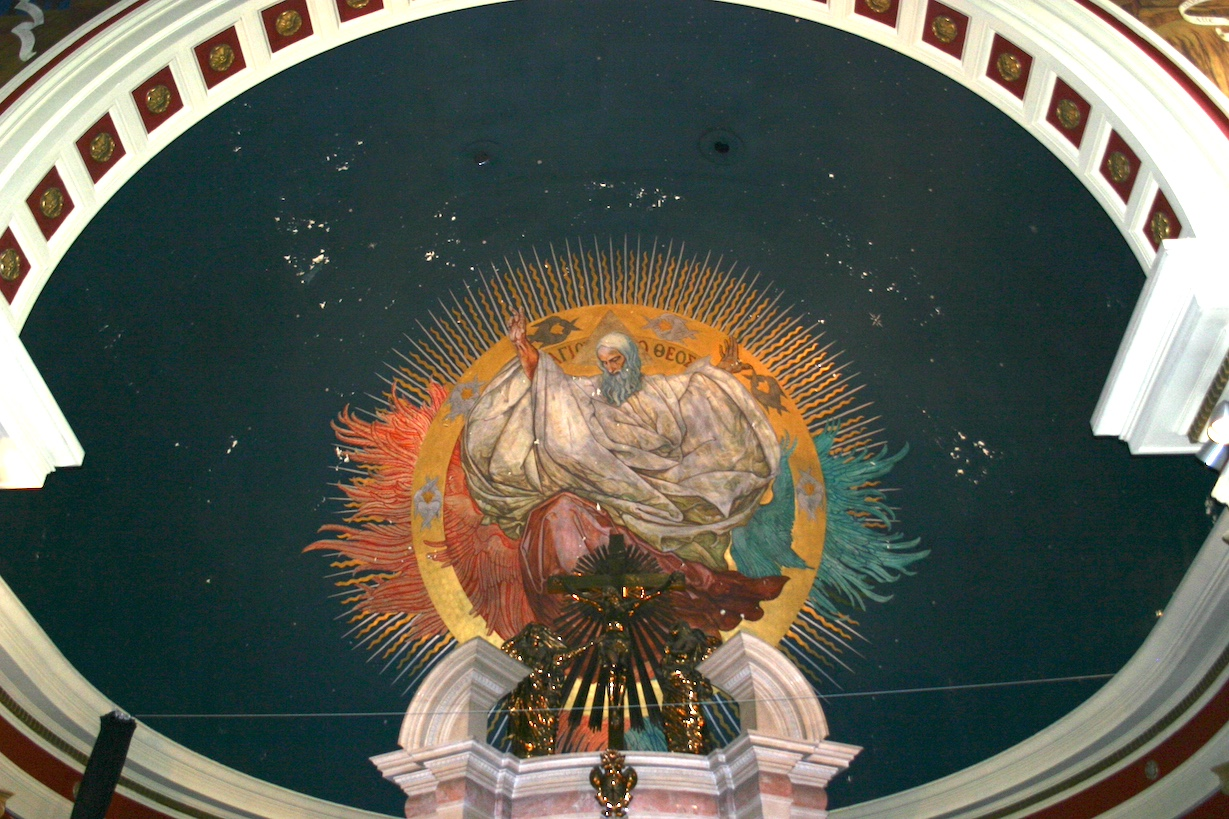
Jan Henryk Rosen Bóg Ojciec

Polichromie Jana Henryka Rosena w kościele św. Łukasza w Buffalo – malowidła wykonane, jak wskazują daty przy sygnaturach, w latach 1955–1956. Jan Henryk Rosen namalował scenę Zwiastowania (Maria i Archanioł Gabriel) po obu stronach łuku tęczowego oraz wizerunek Boga Ojca (w konsze apsydy),
Kościół św. Łukasza należał do polskiej parafii w Buffalo, utworzonej w roku 1908. W następstwie zmian w strukturach społecznych, etnicznych i demograficznych Buffalo, w roku 1993 duża i zasobna parafia (obejmująca oprócz pięknego i obszernego kościoła, budynki klasztoru, plebanii oraz własnej szkoły parafialnej) została zamknięta, a jej majątek – sprzedany. W rękach nowych właścicieli 1 VIII 1994 roku w budynkach dawnej parafii powstała Misja Miłosierdzia św. Łukasza (St. Luke’s Mission of Mercy) – organizacja charytatywna, niosąca pomoc potrzebującym z tej części miasta. Kościół pozostaje w stanie niezmienionym. Brak jest danych na temat dziejów parafii i okoliczności wykonania przez Rosena malowideł ściennych w tym kościele.

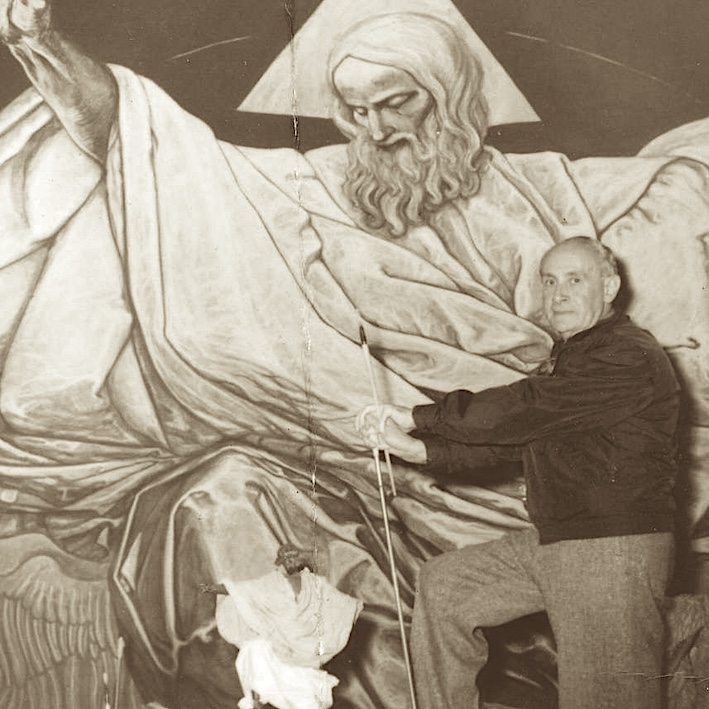
Rosen podczas malowania Buffalo

Zdobiące kościół malowidła Rosena to postać Boga Ojca na tle rozgwieżdżonego firmamentu i chórów anielskich w konsze apsydy, ponad ołtarzem głównym, oraz scena Zwiastowania, zobrazowana – tradycyjnie – po obu stronach łuku tęczowego, na ścianie oddzielającej nawę od prezbiterium: po lewej została wyobrażona Maria przyjmująca dobrą nowinę, a po prawej – Archanioł Gabriel, przedstawiony w bogatym bizantyńskim stroju ambasadora. Postać Boga Ojca została zapewne zainspirowana freskami Michała Anioła na sklepieniu kaplicy Sykstyńskiej (scena Stworzenia słońca i księżyca). Rosen powtórzył ją w witrażu Stworzenie świata w kaplicy sióstr dominikanek w Anaheim (Kalifornia), gdzie oprócz witraży i mozaiki, Rosen wykonał również malowidła ścienne.
Możliwe, że planowane były dalsze malowidła, jak o tym świadczy następująca wypowiedź ks. Waleriana Jasińskiego w liście do s. Mary Verony z Anaheim (list ks. Jasińskiego z 22 X 1957): „Widziałem bardzo dobre malowidła ścienne p. Rosena w kościele św. Łukasza w Buffalo. (Proboszczowi jest strasznie głupio, że nie pozwolił Rosenowi pomalować całego kościoła)”. [„I have seen the very good murals of Mr. De Rosen in St. Luke’s church in Buffalo. (The pastor of the church is greatly embarassed for not having permitted Mr. de Rosen to paint the whole church!)”].

## Galeria

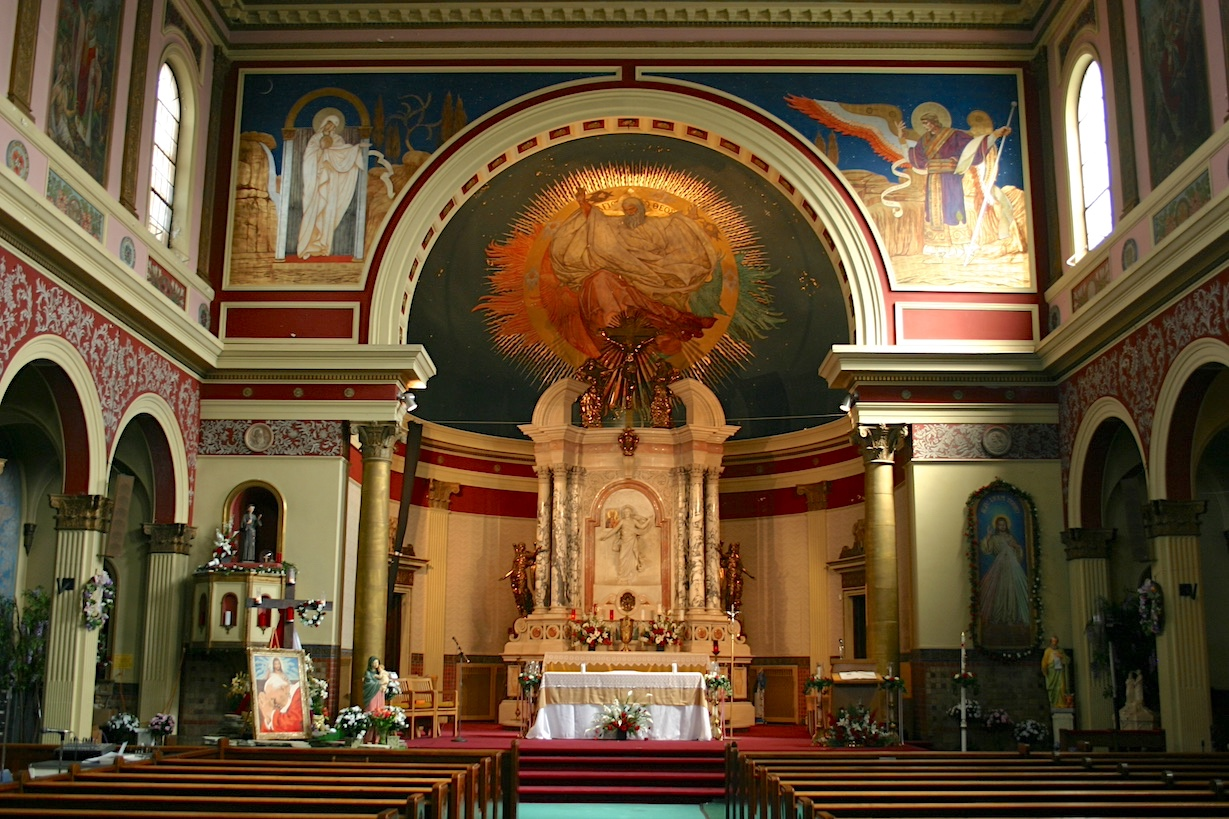
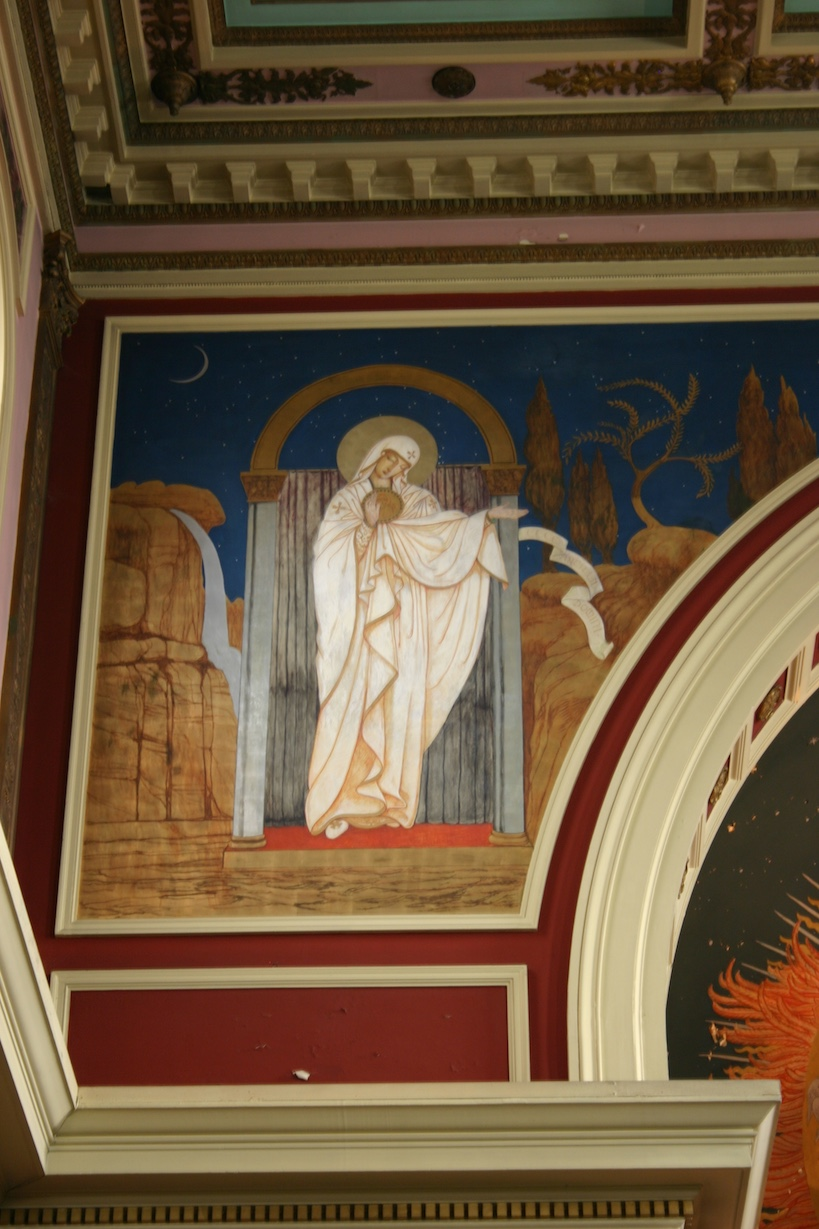
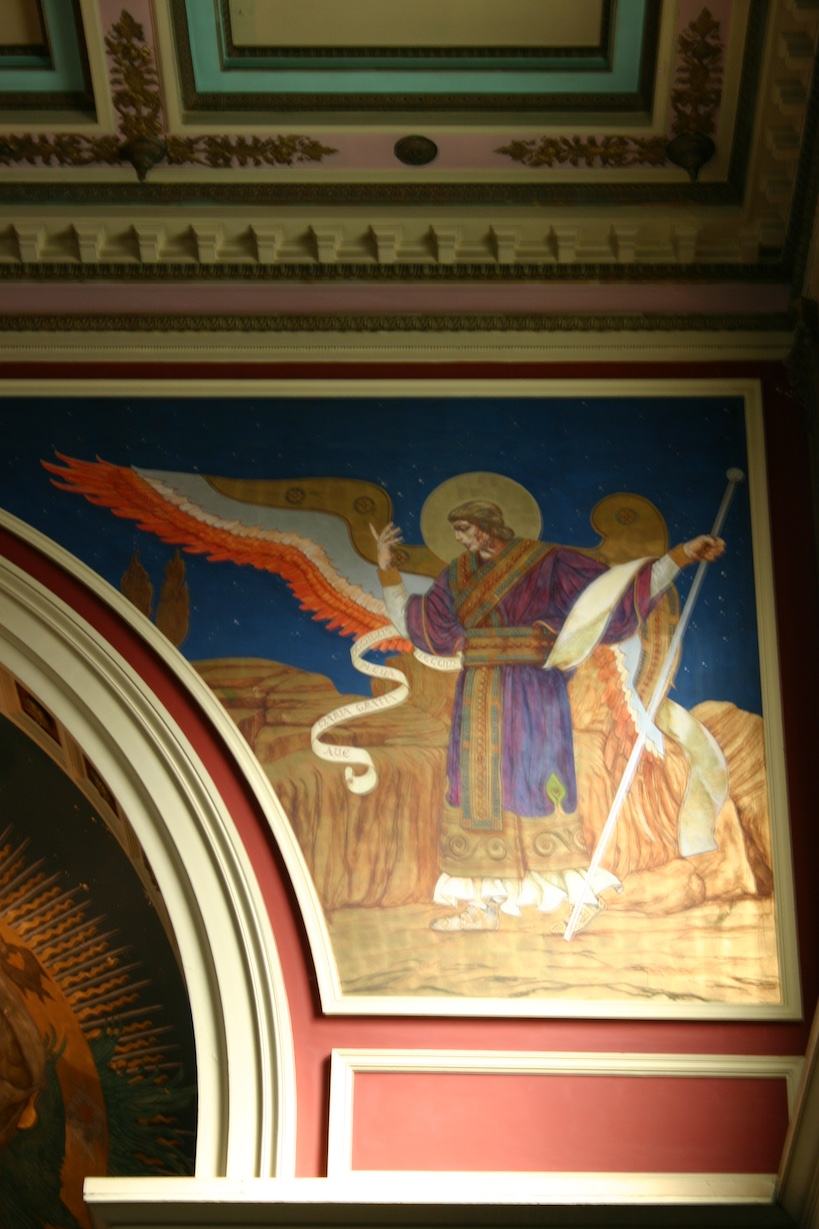
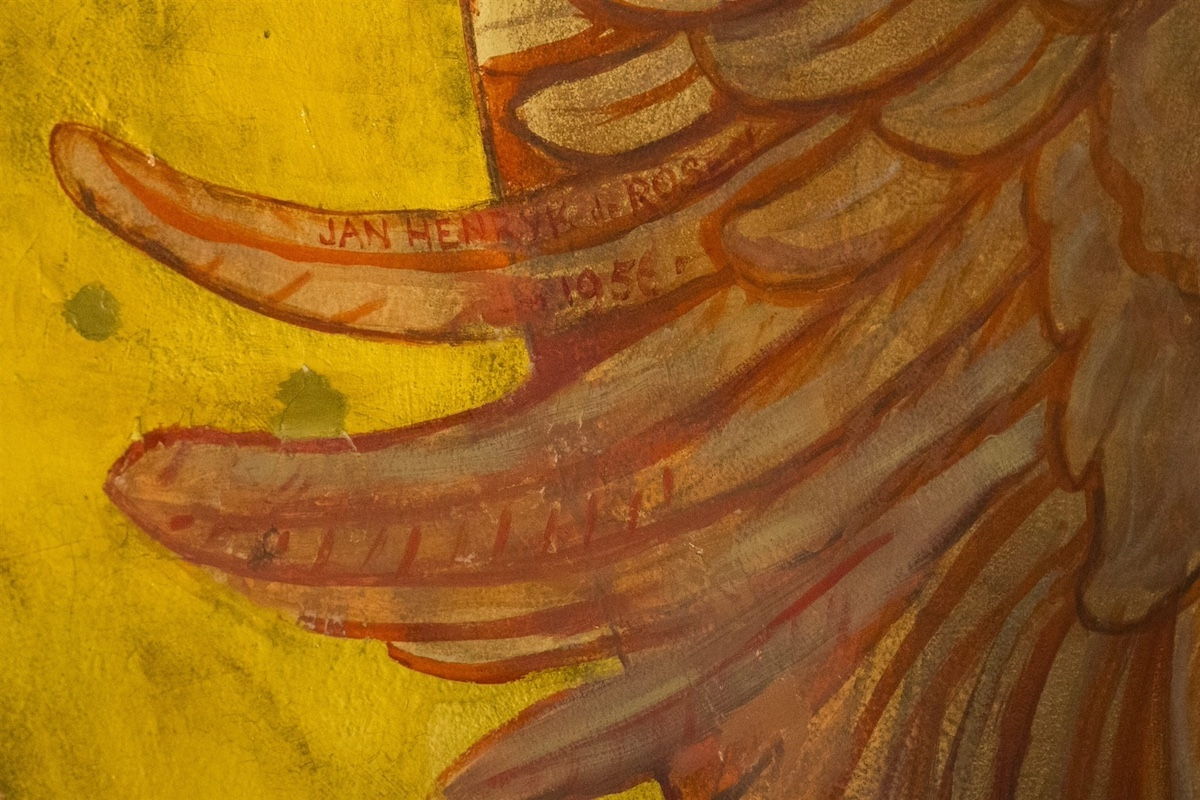
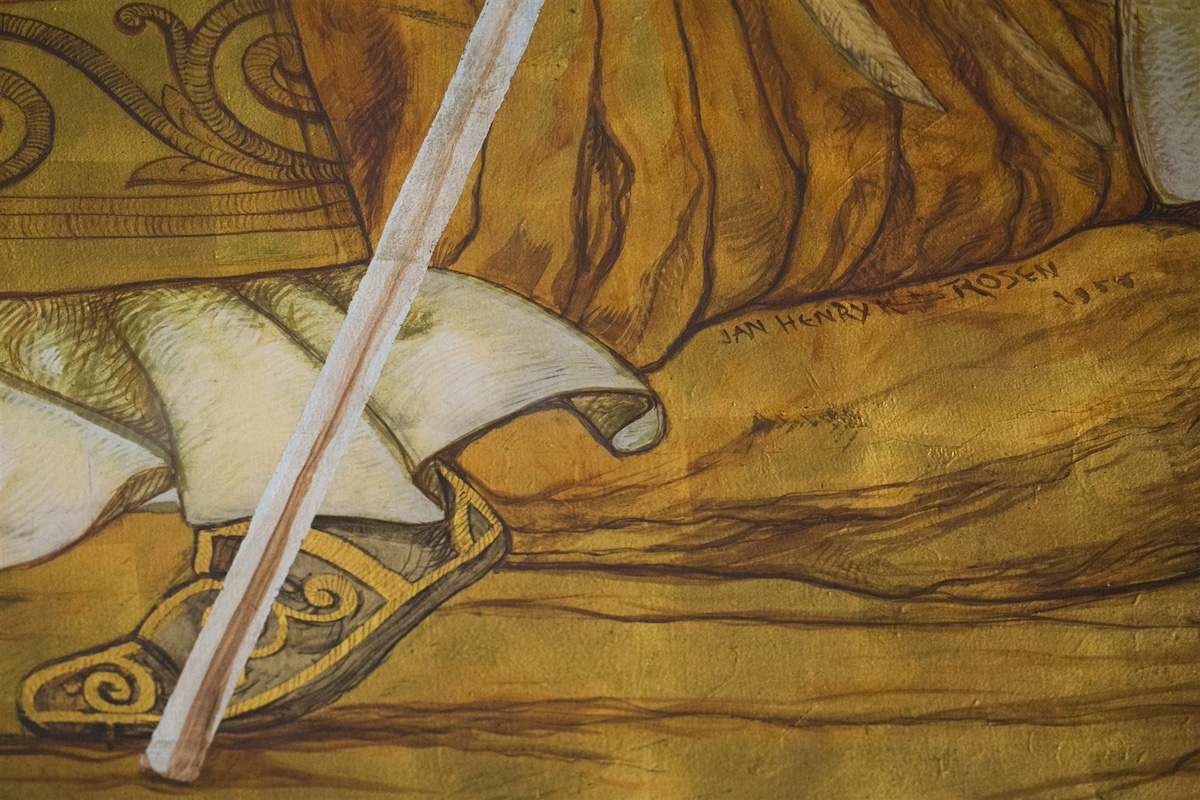

## Dodatkowa literatura
- Jane Kwiatkowski, East Side church’s hidden gems: frescoes by Jan Henryk de Rosen ()